# Гарретт, Бернард (старший)
Бернард C. Гарретт-старший (англ. Bernard S. Garrett Sr.; род. 20 сентября 1922 года, Уиллис, Техас, США) — американский бизнесмен, инвестор и банковский магнат. Широко известен как первый афроамериканский предприниматель. Согласно источнику, владел и управлял банками в штате Техас.

## Биография
Гарретт родился в Уиллисе, штат Техас где учился до 8 класса. Школу окончил в Хьюстоне, Техас. Подрабатывал случайными заработками, но главная мечта молодого Бернарда была иметь собственный бизнес. Его отец, Бриттон Гарретт, был очень беден и работал на лесопилке, и он помог сыну основать клининговое агентство. Встречался и женился на своей первой жене Юнис Гарретт на частной церемонии. У бывшей пары родился сын Бернард Гарретт-младший. В 1945 семья переехала в Калифорнию. После развода с Юнис в 1959 году познакомился с Линдой Гарретт, с которой они поженились в 1962 году. Его путь к богатству ускорился, когда он встретил инвестора в недвижимость, которого Гаррет официально называл мистером Баркером. Баркеру принадлежал выставленный на продажу многоквартирный дом в белом районе, который Гаррет хотел купить, и с убедительным планом он это сделал. В январе 1962 после поездки в свой родной город у Гарретта появилось желание вернуться на родину, чтобы дать надежду местным цветным людям, которые боролись с трудностями жизни в южном штате Техас, тем самым дать им возможность брать кредиты на недвижимость и бизнес в белых банках. В августе 1963 года вместе с Мартином Лютером Кингом он и его жена прошли маршем по Вашингтону.

## Карьера
Гаррет при помощи своего отца основал клининговый бизнес в Техасе. После переезда в Калифорнию основал бизнес по сбору макулатуры.
В 1954 году его состояние составляло 1,5 миллиона долларов: он имел свой собственный офис со штатом в 37 сотрудников, его компания Garrett Investment Co. занималась покупкой и продажей недвижимости, а также её сдачей для чернокожего населения Лос-Анджелеса. После предложения сделки Джозефу Б. Моррису по совместной покупке недвижимости в 1963 году он и его партнёр купили The Bankers Building на 629 South Hill Street в центре Лос-Анджелеса. Это был их первый объект общественной собственности.
За счёт капитала Дона Силверторна, президента Национального банка Сан-Франциско, который знал Морриса, в 1963 году Гаррет и Моррис купили Main Land Bank & Trust Co. в Техас-Сити, штат Техас, во главе со Штайнером. Штайнер также участвовал в их покупке ещё одного техасского банка First National Bank of Marlin.
В 1965 году Гарретт и Моррис были приговорены к трём годам заключения за неправильное использование 189 000 долларов банковских средств.

## Экранизация
Версия истории Бернарда и Джо была экранизирована в 2020 году в фильме «Банкир». Роль Бернанда Гарретта-старшего исполняет Энтони Маки, а его партнёра Джо Морриса играет один из самых знаменитых актёров Голливуда — обладатель премии Оскар Самюэль Л. Джексон.